# Styloptocuma bishopi
Styloptocuma bishopi är en kräftdjursart som beskrevs av Jones 1984. Styloptocuma bishopi ingår i släktet Styloptocuma och familjen Nannastacidae.
Artens utbredningsområde är Surinam. Inga underarter finns listade i Catalogue of Life.